# أوبوتشكا
اوبوتشكا (بالروسية: Опочка) هي إحدى مدن روسيا في الكيان الفدرالي الروسي بسكوف أوبلاست.

## أعلام
- نيكولاي كودريافتسيف